# Parafia Nawiedzenia Najświętszej Maryi Panny w Bejdach
Parafia Nawiedzenia Najświętszej Maryi Panny w Bejdach – parafia rzymskokatolicka w Bejdach.
Parafia została erygowana w 1946.
Pierwszy kościół drewniany został wybudowany w latach 1940-1945. Obecny kościół parafialny murowany, w stylu współczesnym, powstał w latach 1987-1990, staraniem ks. Stanisława Staręgi.
Parafia ma księgi metrykalne od 1946  i kronikę parafialną od 1963.
Terytorium parafii obejmuje: Bejdy, Dawidy, Klimy, Ostoje, Ptaszki oraz Suchodołek.